# Мачикунас, Миколас Пятро
Миколас Пятро Мачикунас — советский литовский хозяйственный деятель, Герой Социалистического Труда.

## Биография
Родился в 1909 году в Ширвяе. Член КПСС с 1967 года.
В 1929—1940 — столяр по найму.
В 1940—1970 — станочник Ионавского мебельного комбината Министерства лесной, целлюлозно-бумажной и деревообрабатывающей промышленности СССР.
Указом Президиума Верховного Совета СССР от 17 сентября 1966 года присвоено звание Героя Социалистического Труда с вручением ордена Ленина и золотой медали «Серп и Молот».
Умер в Ионаве после 1986 года.

## Награды и звания
- Герой Социалистического Труда (17.09.1966)
- Орден Ленина (17.09.1966)